# Довспрунк
До́вспрунк (Довспрунг)  — литовский старший (старейший) князь XIII века, брат Миндовга.
Довспрунк упоминается в галицко-волынской летописи в записи от 1215 года (что соответствует 1219 году), где говорится о прибытии к галицко-волынским князьям делегации князей литовских, жемайтских и от Делтувы для заключения мирного договора. От Литвы были старшие князья Живинбуд, Давьят, Вилигайло, Довспрунк и Миндовг, брат Довспрунка. По оценкам  Н. Н. Улащика данная запись была сделана приблизительно через 40 лет после состоявшегося события. 
Семья Довспрунка-Миндовга еще при их отце занимала сильные позиции среди старших литовских князей. По предположению Э. Гудавичюса отцом Довспрунка-Миндовга был либо Дангерутис, либо Стакис. Довспрунк был старшим в роду и ему принадлежала северная часть Литовской земли с Вильнюсским замком и торговым посадом - эмпорией. На момент смерти Довспрунка (до 1235 года) его дети Товтивил и Эдивид были еще молоды, что позволило Миндовгу получить старшинство в роду. Женой Довспрунка была сестра жямайтского князя из Лаукувы. В начале 30-х годов князь Даниил Галицкий женился на дочери Довспрунка.